# Jean-Joseph Balechou

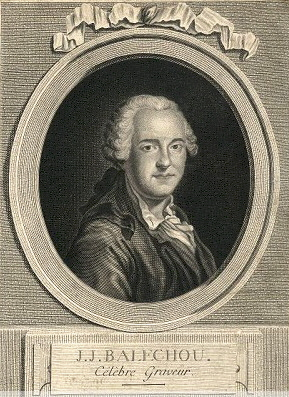
Jean–Joseph Balechou um 1760, Kupfer von Cathelin nach Arnavon

Jean-Joseph Balechou (* 11. Juli 1715 in Arles; † 18. August 1765 in Avignon) war ein französischer Kupferstecher.

## Leben
Jean-Joseph Balechou wurde in Arles als Sohn des aus Tours stammenden Jean Gatien Balechou und der aus Arles stammenden Catherine Chauvin geboren. Er begann seine Ausbildung in Arles bei dem Maler Philippe Sauvan, setzte sie in Avignon bei dem Kupferstecher J. Michel fort und schloss sie in Paris in den Ateliers von Jacques-Philippe Le Bas und Nicolas-Bernard Lépicié ab. Balechou erhielt 1748 einen Auftrag des Dresdener Hofes. Er sollte eine Kupferplatte zum Druck des Frontispiz zu Heineckens 1753 erschienenen „Recueil des Estampes d’après les plus célèbres tableaux de la Galerie de Dresde“ stechen. Nach der Lieferung wurde er in einen langwierigen Prozess mit dem Dresdener Kunstagenten verwickelt, der ihm vorwarf, von der Kupferplatten eine große Anzahl (es war von 500 die Rede) Abzüge für die eigene Rechnung hergestellt zu haben. Der Prozess soll Balechou derartig zugesetzt haben, dass er nach Avignon zurückkehrte.

## Werke
- Porträt von August, König von Polen, nach Hyacinthe Rigaud
- Die Geburt (La Naissance) nach Michel-François Dandré-Bardon

Jean-Joseph Balechou fertigte Gravierungen u. a. nach folgenden Künstlern:
- Philippe Canot (1715–1783)
- Charles-Antoine Coypel (1694–1752)
- Michel-François Dandré-Bardon (1700–1785)
- Étienne Jeaurat (1699–1789)
- Claude Lefèbvre (1633–1675)
- Juste-Aurèle Meissonnier (1695–1750)
- Hyacinthe Rigaud (1659–1743)
- Jean François de Troy (1679–1752)
- Louis René Vialy (1680–1770)

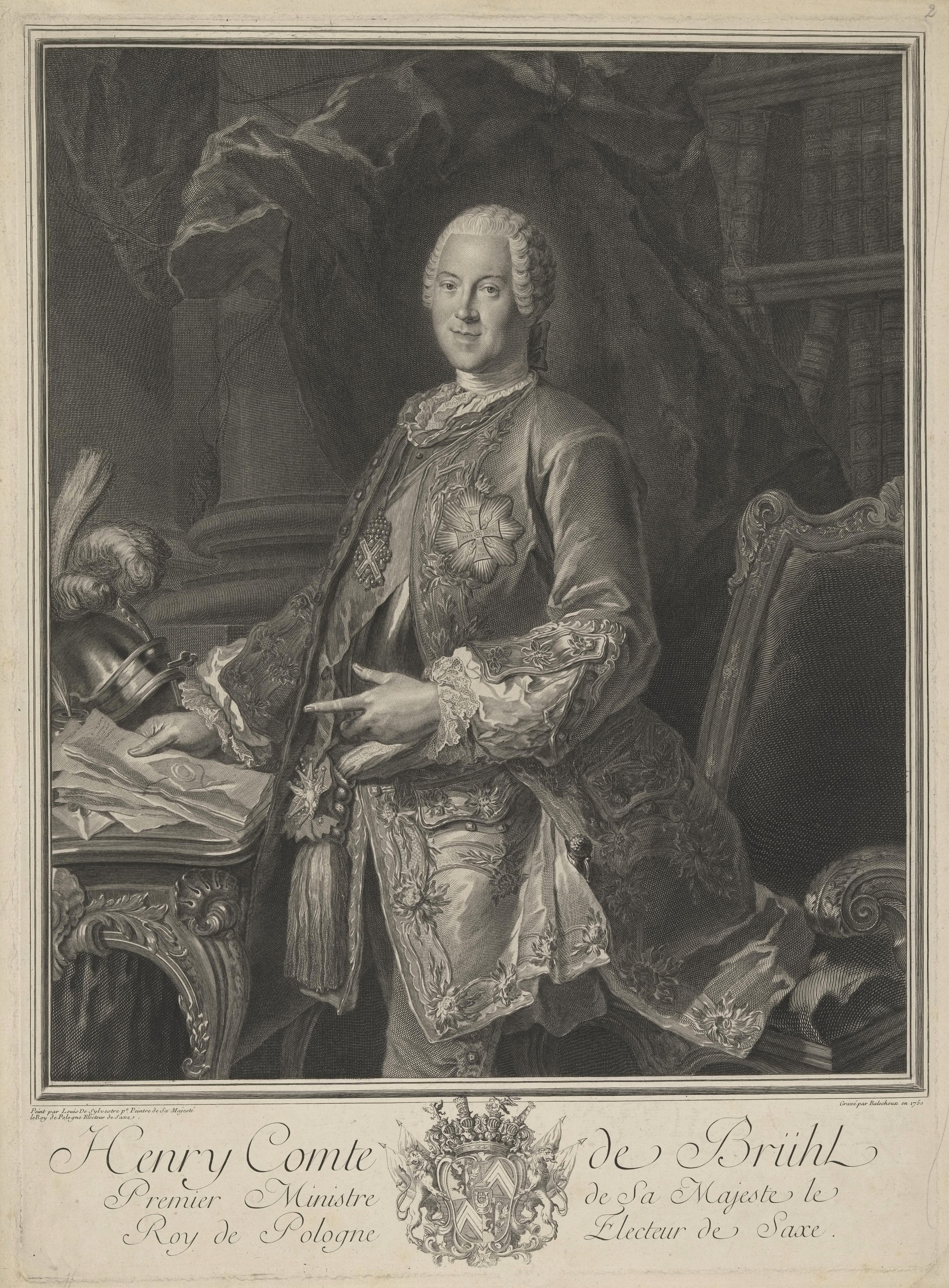
Heinrich von Brühl
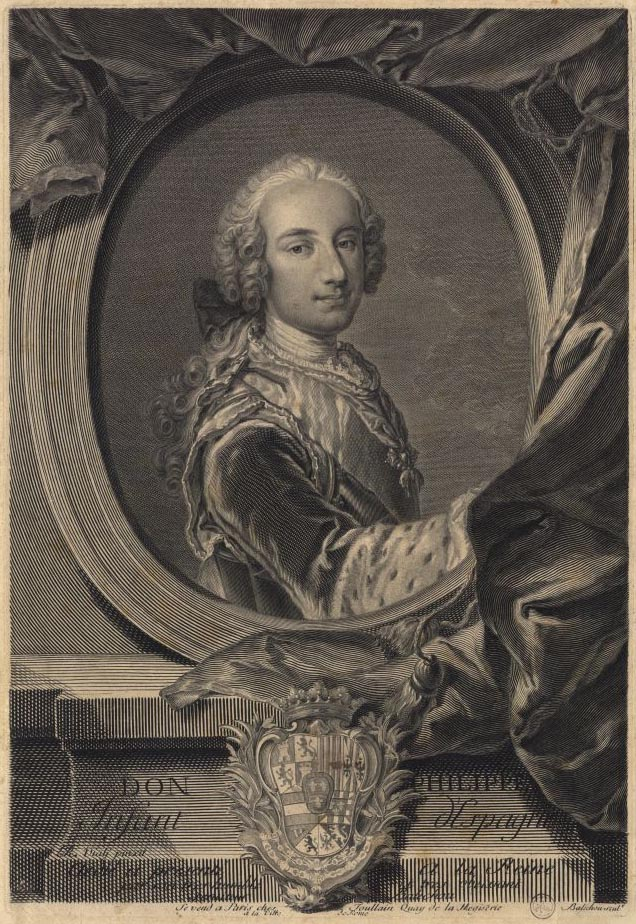
Philipp, Infant von Spanien